# Anton Günther von Ellebrecht (1600–1681)
Anton Günther von Ellebrecht (* 6. Juni 1600 in Jever; † 1681) war ein deutscher in königlich-dänischen Diensten stehender Generalmajor und Chef des Oldenburgischen National Infanterie-Regiment.

## Leben

### Karriere
Er war im Jahr 1667 Major und unter dem Grafen Anton I. von Aldenburg (1633–1681) Kommandant von Delmenhorst. Am 4. März 1667 unterschrieb er einen Vertrag, mit dem er die Festung an den dänischen König Friedrich III. und Christin Albrecht Holstein-Gottorf – Erben von Antons Vater Anton Günther von Oldenburg – übergab. So befindet er sich im März 1671 bei den Truppen in Oldenburg. Am 10. Juli 1675 wurde er zum Oberst befördert und übernahm am 10. Oktober von Gustav Adolf von Baudissin dessen Oldenburgisches National Infanterie-Regiment. Als das Regiment kurz darauf aufgelöst wurde, erhielt von Ellebrecht am 11. Dezember 1676 seinen Abschied. Er starb im Jahr 1681.
Er besaß in Ostfriesland die Güter Ellebrechtshausen (Heute Groß-Warfen) und Nörffeln (?).

### Familie
Seine Eltern waren Conrad Eberhard Ellebrecht und dessen Ehefrau Helene Prolau aus dem Haus Seefeldt.
Er war mit Anna Katharina Lemmecken († 1707) verheiratet, diese war die Tochter des hessischen Generalmajors Lemmecken. Auch sein Sohn Anton Günther von Ellebrecht (1652–1723)  wurde dänischer Generalmajor. Sein Sohn Christian Conrad von Ellebrecht (1654–1731) wurde russischer Oberst und war mit Amalie Nostitz verheiratet. Auch sein Enkel Anton Günther von Ellebrecht (1684–1760) war dänischer Generalmajor. Die Tochter Anna Lukrecia heiratete den Hauptmann Hermann von Degingk.